# Wilfried Peeters
Pour les articles homonymes, voir Peeters.
Wilfried Peeters, né le 10 juillet 1964 à Mol est un ancien coureur cycliste belge, devenu directeur sportif.

## Biographie
Il devient professionnel en aout 1986 et le reste jusqu'en 2001. Il remporte 27 victoires. Il fut également l'équipier préféré de Johan Museeuw. Après avoir mis fin à sa carrière de coureur, il est devenu directeur sportif au sein de l'équipe Domo-Farm Frites en 2002 puis Quick Step depuis 2003 qui devient par la suite Etixx-Quick Step puis Quick-Step Floors.
Son fils Yannick est également coureur cycliste, spécialisé dans le cyclo-cross.

## Palmarès

### Palmarès amateur
- 1984
  - 1rea étape du Triptyque ardennais
  - 3e du Tour de Campine
- 1986
  - Zuidkempense Pijl
  - 4eb étape du Tour du Limbourg amateurs (contre-la-montre)
  - 7eb étape du Tour de Belgique amateurs
  - 8eb étape du Tour de Campine
  - 2e du Triptyque ardennais
  - 2e du Manx Trophy
  - 3e du Grand Prix de Waregem
  - 3e du Tour de Campine
  - 9e du championnat du monde sur route amateurs

### Palmarès professionnel
- 1986
  - 3e du Circuit de la région linière
- 1987
  - 3e du Grand Prix Jef Scherens
- 1988
  - Puivelde Koerse
  - 7e de Paris-Tours
- 1989
  - Puivelde Koerse
  - 3e du Grand Prix de la Libération (contre-la-montre par équipes)
- 1990
  - Grand Prix Jef Scherens
  - 2e du Championnat des Flandres
  - 3e de la Puivelde Koerse
- 1991
  - Ronde des Pyrénées méditerranéennes
  - 3e du championnat de Belgique sur route
  - 6e de Paris-Roubaix
- 1992
  - Coupe Sels
  - 2e du Tour de Cologne
  - 3e de la Mosselkoers
- 1993
  - 4e étape du Tour de France (contre-la-montre par équipes)
  - 2ea étape de la Hofbrau Cup (contre-la-montre par équipes)
  - 3e du Grand Prix Jef Scherens
- 1994
  - Gand-Wevelgem
  - 4e étape du Tour de Basse-Autriche
  - 3e étape du Tour de France (contre-la-montre par équipes)
- 1995
  - Flèche hesbignonne
  - Grand Prix Paul Borremans
  - 3e du Championnat des Flandres
- 1996
  - Circuit des Ardennes flamandes - Ichtegem
  - 2e des Trois Jours de La Panne
  - 3e du Circuit Mandel-Lys-Escaut
- 1997
  - 1re étape des Quatre Jours de Dunkerque
  - 2e de la HEW Cyclassics
- 1998
  - Prix national de clôture
  - 2e de la Course des raisins
  - 3e du Challenge de Majorque
  - 3e de Paris-Roubaix
  - 10e du Tour des Flandres
- 1999
  - Deux Jours des Éperons d'or :
    - Classement général
    - 2e étape

  - 2e de Paris-Roubaix
  - 2e du Circuit Het Volk
  - 3e du Grand Prix de la ville de Zottegem
- 2000
  - 3e du Prix national de clôture
- 2001
  - Grand Prix Briek Schotte
  - 2e de À travers les Flandres
  - 5e de Paris-Roubaix

## Résultats sur les grands tours

### Tour de France
9 participations
- 1989 : 105e
- 1990 : 120e
- 1991 : 95e
- 1993 : 86e, vainqueur de la 4e étape (contre-la-montre par équipes)
- 1994 : abandon (16e étape), vainqueur de la 3e étape (contre-la-montre par équipes)
- 1995 : 88e
- 1996 : 110e
- 1997 : 89e
- 1998 : 68e

### Tour d'Espagne
1 participation
- 1988 : 95e